# 阿弗內爾 (新澤西州)
阿弗內爾（英語：Avenel）是位於美國新澤西州米德爾塞克斯縣的普查規定居民點。

## 人口
根據2020年美國人口普查的數據，阿弗內爾的面積為8.89平方千米，當中陸地面積為8.81平方千米，而水域面積為0.08平方千米。當地共有人口16920人，而人口密度為每平方千米1,903.26人。